# Santa Sofía, Oaxaca
Santa Sofía är en ort i Mexiko.   Den ligger i kommunen Santa María Jacatepec och delstaten Oaxaca, i den sydöstra delen av landet, 400 km sydost om huvudstaden Mexico City. Santa Sofía ligger 50 meter över havet och antalet invånare är 216.
Terrängen runt Santa Sofía är varierad. Runt Santa Sofía är det ganska glesbefolkat, med 29 invånare per kvadratkilometer. Närmaste större samhälle är San José Chiltepec, 4,7 km norr om Santa Sofía. I omgivningarna runt Santa Sofía växer i huvudsak städsegrön lövskog.